# دينيس جونستون
دينيس جونستون (بالإنجليزية: Denis Johnston)‏ هو واضع كلمات الأوبرا وكاتب وصحفي ومراسل عسكري وكاتب مسرحي أيرلندي، ولد في 18 يونيو 1901 في دبلن في جمهورية أيرلندا، وتوفي بنفس المكان في 8 أغسطس 1984.

## وصلات خارجية
- دينيس جونستون على موقع IMDb (الإنجليزية)
- دينيس جونستون على موقع قاعدة بيانات برودواي على الإنترنت (الإنجليزية)
- دينيس جونستون على موقع قاعدة بيانات الفيلم (الإنجليزية)